# Göttinger Hainbund

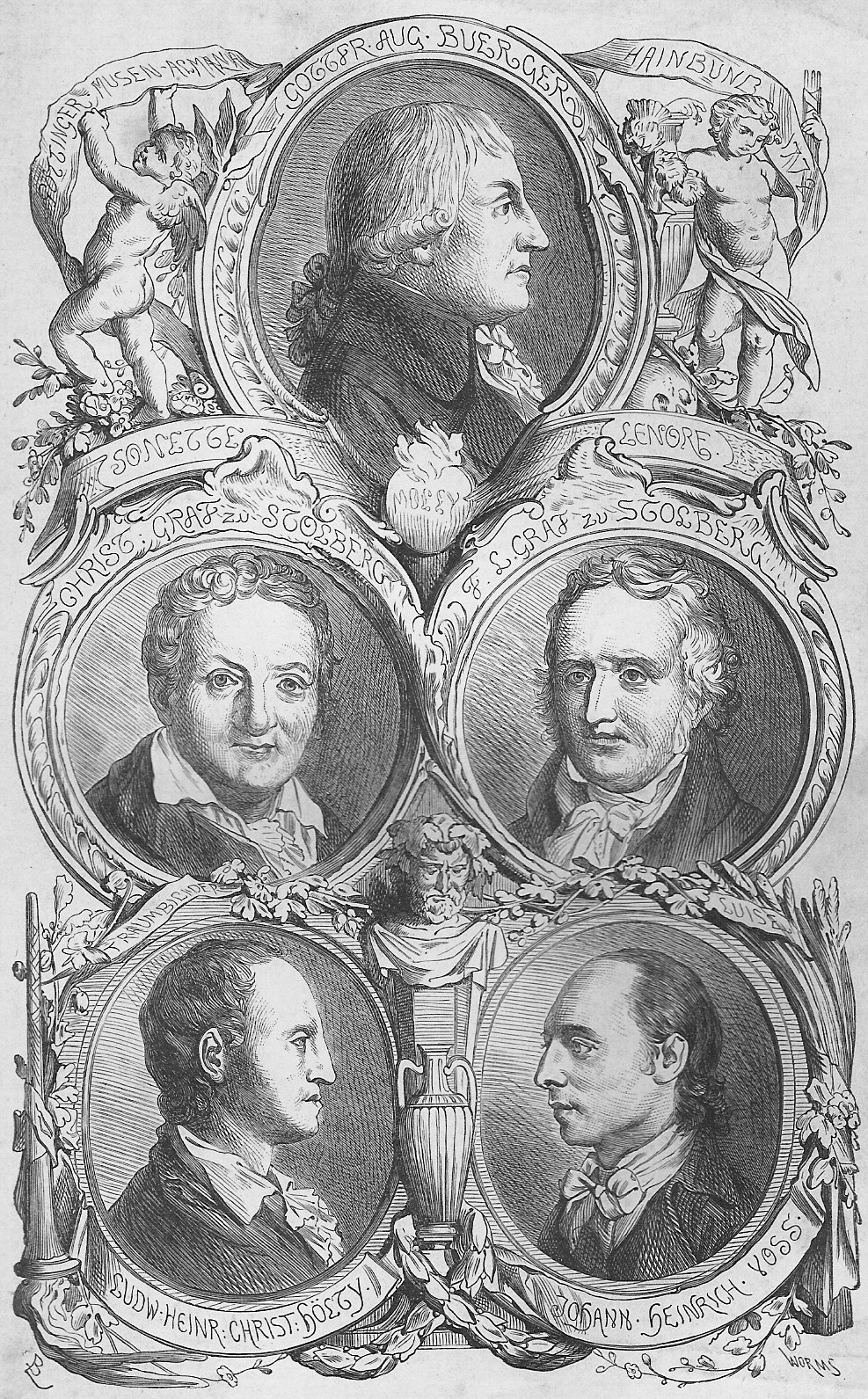
Membres et associés du Göttinger Hainbund : Bürger, Christian zu Stolberg, F. L. zu Stolberg, Hölty, Voß.

Le Göttinger Hainbund (Ligue du bosquet de Göttingen, en allemand) est un groupe littéraire allemand fondé le 12 septembre 1772 à Göttingen par Johann Heinrich Voß, Ludwig Hölty, Johann Martin Miller, Gottlob Dietrich Miller, Johann Friedrich Hahn et Johann Thomas Ludwig Wehrs.
Les membres, qui se connaissaient, par leur présence à l’université de la ville ou par l’intermédiaire de leur contribution au Göttinger Musenalmanach, un périodique littéraire fondé par Heinrich Christian Boie en 1770, fondèrent ce groupe, épris de la nature et classé comme affilié au Sturm und Drang, au cours d’un rituel de minuit dans une chênaie.
Les spécialistes mentionnent leur attirance pour la nature sauvage (comme contrepoids au rationalisme des Lumières) pour les relier au Sturm und Drang, mais tous les commentateurs ne s’accordent sur qui a influencé qui et de quelle manière.